# Reprezentacja Czechosłowacji w piłce wodnej kobiet
Reprezentacja Czechosłowacji w piłce wodnej kobiet – zespół, biorący udział w imieniu Czechosłowacji w meczach i sportowych imprezach międzynarodowych w piłce wodnej, powoływany przez selekcjonera, w którym mogą występować wyłącznie zawodnicy posiadający obywatelstwo czechosłowackie. Za jej funkcjonowanie odpowiedzialny był Czechosłowacki Związek Piłki Wodnej (SVP ČSFR), który był członkiem Międzynarodowej Federacji Pływackiej. W 1993 Czechosłowacja rozpadła się na dwa osobne państwa.